# Кристоф фон Рехберг
Кристф фон Рехберг (на немски: Christoph von Rechberg; Christoph von Rechberg zu Hohenrechberg; * 1527; † 25 ноември 1584 в Остерберг в Швабия, Бавария) от благородническия швабски род Рехберг е господар в Остерберг в район Ной-Улм, на част от на Хоенрехберг (при Швебиш Гмюнд), Рехбергхаузен и Келмюнц в Швабия, пфандхер на Раухенлехсберг.
Той е третият син на Гауденц II фон Рехберг († 1540) и съпругата му Магдалена фон Щайн цу Жетинген († сл. 1556), дъщеря на Адам фон Щайн цу Жетинген-Ронсберг и Еуфросина фон Швабсберг. Внук е на Георг I фон Рехберг († 1506) и Барбара фон Ландау († 1499).
Брат е на Георг III († 1574), господар в Кронбург 1535, в Келмюнц и Вайсенщайн 1573 г., и на Ханс Конрад († 1596), господар в Конрадсхофен и Тюркхайм-Швабег, императорски съветник и фогт на Аугсбург.
През 1455 г. баща му Гауденц фон Рехберг купува три селски имения. Чрез подялба между братята той получава през 1507 г. Остерберг, Вайлер и Волфенщал в Швабия, Бавария. През 1535 г. баща му построява нова църква „Св. Мария“ и започва също да строи на хълма над селището дворец Остерберг, който е строен през втората половина на 16 и началото на 17 век, като се запазват стари части от замъка.
Синовете му Беро II († 1623) и Файт фон Рехберг († 1612) са издигнати на имперски фрайхер на 4 декември 1601 г. в Прага.

## Фамилия
Кристоф фон Рехберг-Остерберг се жени ок. 1562 за Анна фон Щайн цу Жетинген (* ок. 1542, Матзис; † сл. 1596), дъщеря на Ханс Адам фон Щайн цу Жетинген на Матензис и Сибила фон Фрайберг. Те имат децата:
- Магдалена фон Рехберг († сл. 1577), договор за женитба в Ехинген на 12 юни 1577 г. за фрайхер Ханс Гебхард фон Рехберг († 1619)
- Беро II фон Рехберг († 6 юни 1623), издигнат на имперски фрайхер (в Прага на 4 декември 1601), господар на Хоенрехберг, Остерберг и Келмюнц, императорски съветник, женен за Валбурга фон Есендорф († 13 май 1613, Остерберг), вдовица на Фридрих фон Щайн цу Рехтенщайн, наследничка на Хорн (последна от фамилията ѝ), дъщеря на Хайнрих фон Есендорф-Унруе-Хорн и Марта фон Фрайберг
- Беро Гауденц († 25 октомври 1598, убит до Будапеща), женен за Анна Мария Беатрикс Хайдин фон Хайденхайм
- Файт († 8 януари 1612, Айхщет, погребан там), издигнат на имперски фрайхер (в Прага на 4 декември 1601), домхер в Айхщет 1575, в Аугсбург и Бамберг 1576, Вюрцбург (1581 – 1592), в Пасау (1581 – 1583), в Регенсбург (1585), катедрален пропст в Аугсбург (1589 – 1612)
- Гауденц († 1575?)